# Pasiphila magnimaculata
Pasiphila magnimaculata är en fjärilsart som först beskrevs av Alfred Philpott 1915.  Pasiphila magnimaculata ingår i släktet Pasiphila och familjen mätare. Inga underarter finns listade i Catalogue of Life.